# جک کریمر
 جک کریمر (انگلیسی: Jack Kramer؛ زادهٔ ۱ اوت ۱۹۲۱ - درگذشتهٔ ۱۲ سپتامبر ۲۰۰۹) یک تنیس‌باز اهل ایالات متحدهٔ آمریکا بود.